# Anse Lazio
Anse Lazio es una playa situada en el noroeste de la isla de Praslin, en la nación insular africana de Seychelles, está considerada como una de las mejores playas de Praslin, y una de los mejores en el archipiélago. Ubicada al noreste de Madagascar, al este de Zanzíbar y el sur de Socotra, en medio del océano Índico, tiene aguas claras y puras, se practican actividades como el snorkeling y la natación y tiene una línea de horizonte amplia que atrae buena parte del turismo de Praslin durante el año.
La playa está rodeada por grandes rocas de granito. Sin embargo, Anse Lazio no está protegida por un arrecife de coral, como otras playas de las Seychelles si los están.